# Le Visage du plaisir
Le Visage du plaisir  (Titre original : The Roman Spring of Mrs. Stone) est un film britannique de José Quintero sorti en 1961.

## Synopsis
L'actrice Karen Stone, qui vient de jouer le rôle de Rosalinde dans Comme il vous plaira (As You Like it) de Shakespeare, décide de mettre fin à sa carrière, son interprétation ayant été jugée mauvaise par la critique. Très orgueilleuse, à 50 ans elle refuse de vieillir. Son mari, plus âgé de 20 ans, est très malade mais ils décident de partir en vacances en Italie. Dans l'avion il a une crise cardiaque et il meurt.
Elle reste seule à Rome dans un appartement avec terrasse et vue sur une fontaine. Meg, une amie qui est de passage, lui conseille de rentrer au pays et, surtout si elle reste, de se méfier de cette faune qui vit aux crochets des gens fortunés. Karen se sent bien ici.
 Seule, jolie et surtout riche elle devient la proie de la comtesse Madge qui lui présente un jeune homme, Paolo di Leo. Karen l'entretient. Il se montre avec d'autres femmes y compris devant elle. La comtesse presse Paolo pour récupérer de l'argent. Un jour Paolo lui demande une importante somme d'argent pour un de ses amis. Elle ne répond pas. Il y a de fréquentes altercations et Paolo lui reproche de ne pas avoir donné suite à la demande d'argent. Prétexte à une rupture. Elle le suit dans Rome et le voit avec une femme. Ils entrent dans un hôtel. Rentrée dans son appartement elle appelle Meg qui revient d'un reportage et rentre au pays ce soir. À l'hôtel où logeait Meg on lui apprend qu'elle est partie à l'aéroport.
 Au bord de la fontaine située au pied de sa résidence il y a en permanence un individu, genre clochard. Lorsque Karen va en ville il la suit mais elle n'a jamais l'opportunité de lui demander l'objet de son manège.

Après son appel à Meg elle lance les clés de son appartement à l'individu. Il gravit les escaliers, pénètre dans la pièce, se dirige vers le fauteuil dans lequel elle est assise.
 Écran Noir. FIN.

## Fiche technique
- Titre original : The Roman Spring of Mrs. Stone
- Réalisation : José Quintero, assisté de Peter Yates
- Scénario : Gavin Lambert et Jan Read, d'après le roman de Tennessee Williams
- Photographie : Harry Waxman, assisté d'Ernest Day (cadreur)
- Montage : Ralph Kemplen
- Affiche : Jean Mascii (France)

## Distribution
- Vivien Leigh (VF : Claire Guibert) : Karen Stone
- Warren Beatty (VF : Michel Le Royer) : Paolo di Leo
- Lotte Lenya :  la comtesse
- Coral Browne : Meg
- Jill St John (VF : Michèle Montel) : Barbara
- Paul Stassino : le coiffeur Stefano
- Harold Kasket : le tailleur

## Autour du film
Le spectateur doit imaginer la fin : il est plus que probable que Mrs. Stone sera assassinée. Mais pour quel motif a-t-elle décidé de mettre fin à ses jours?
Lotte Lenya a été sélectionnée en 1961 pour son rôle de la Contessa dans la catégorie Oscar du meilleur second rôle féminin (cette récompense sera cependant attribuée à Rita Moreno pour le rôle d'Anita dans West Side Story).
Le script est bien loin du roman Le Printemps romain de Mrs Stone.